# Phillip Cocu
Phillip John William Cocu (Eindhoven, 29. listopada 1970.) je nizozemski nogometni trener i umirovljeni nogometaš. Trenutačno je trener Fenerbahcea. Mogao je odlično igrati i u obrani i u veznom redu, a obično je bio centralni razigravač ili obrambeni vezni. Za Nizozemsku je nastupio 101 put i postigao 10 golova.

## Klupska karijera
Cocu je karijeru započeo u nekim manje poznatim amaterskim klubovima. Prvi profesionalni ugovor potpisao je s AZ-om u sezoni 1988-1989. s nepunih 18 godina. Ubrzo prelazi u Vitesse.
U Vitesseu mu karijera nije dobro počela pošto je u svojoj prvoj utakmici protiv Sparte Rotterdam slomio nogu i dugo izbivao s travnjaka. Oporavak mu je trajao dugo, a potpuno se oporavio tek 1992. 
S Vitesseom nije ostvario značajne uspjehe, pa 1995. godine prelazi u PSV Eindhoven iako ga je nekoliko puta pokušao dovesti i Ajax.
S PSV-om osvaja Nizozemski superkup 1996. i 1997., Nizozemski kup 1995-1996. i Eredivisie 1996-1997. Bila je to odlična generacija u kojoj su igrala velika imena poput Ronalda i reprezentativci poput Stama, Zendena, Numana i Jonka.
Nakon Svjetskog prvenstva 1998. prelazi u Barcelonu. Bio je samo dio nizozemske kolonije koja je tada igrala u Barceloni. Igrali su tih godina u Barceloni igrači poput Rivalda, Patricka Kluiverta, Luisa Figa, Boudewijna Zendena, Josepa Guardiole, Michaela Reizigera, Franka i Ronalda de Boera i ostalih. S Barcelonom je osvojio samo La Ligu u sezoni 1998-1999. Cocu trenutno drži rekord po broju nastupa nekog stranog igrača za Barcelonu, ukupno 292 nastupa.
Nakon Europskog prvenstva u Portugalu 2004. napušta Barcelonu i vraća se u PSV. Ta prva sezona 2004-2005. ostat će zapamćena po domaćim i europskim uspjesima PSV-a. Osvaja Nizozemski kup i Eredivisie, i plasira se u polufinale Lige prvaka u kojem gubi od AC Milana. U prvoj utakmici AC Milan pobjeđuje 2-0, a posebno će u sjećanju ostati druga utakmica u kojoj je PSV pobijedio 3-1 i ispao iz Lige prvaka zbog Milanovog gola u gostima. U toj utakmici je Cocu postigao dva gola, prvi za 2-0 i drugi za 3-1. Sljedeće dvije sezone PSV osvaja Eredivisie i ne ostvaruje značajne europske uspjehe.
Krajem sezone 2006-2007. Cocu napušta PSV i 15. kolovoza 2007. potpisuje jednogodišnji ugovor s Al-Jazira Clubom iz Ujedinjenih Arapskih Emirata.

## Reprezentativna karijera
Cocu je svoj reprezentativni debi imao 24. travnja 1996. u prijateljskoj utakmici protiv Njemačke.
Nastupao je na tri europska prvenstva (1996., 2000. i 2004.) i na dva svjetska prvenstva (1998. i 2006.). Nakon svjetskog prvenstva u Njemačkoj 2006. se oprostio od reprezentacije.

## Klupski uspjesi
PSV Eindhoven
- Eredivisie: 1996-1997., 2004-2005., 2005-2006., 2006-2007.
- Nizozemski Kup: 1995-1996., 2004-2005.
- Nizozemski Superkup: 1996., 1997.

Barcelona
- La Liga: 1998-1999.

Al-Jazira Club
- Gulf Club Champions Cup: 2007.